# Microchlamylla
Genre
Microchlamylla est un genre invalide de nudibranches aéolides de la famille des Coryphellidae.

## Liste des espèces
Selon BioLib (27 octobre 2024) :
- Microchlamylla amabilis (Hirano & Kuzirian, 1991)
- Microchlamylla gracilis (Alder & Hancock, 1844)

## Systématique
Le genre Microchlamylla a été décrit en 2017 par Korshunova (d), Martynov (d), Bakken (d), Evertsen (d), Fletcher (d), Mudianta (d), Saito (d), Lundin (d), Schrödl (d), Picton (d). Ce genre est considéré comme invalide et synonyme de Coryphella Gray, 1850.

### Publication originale
- (en) Tatiana Korshunova, Alexander Vladimirovitch Martynov, Torkild Bakken, Jussi Evertsen, Karin Fletcher, I. Wayan Mudianta, Hiroshi Saito, Kennet Lundin, Michael Schrödl et Bernard E. Picton, « Polyphyly of the traditional family Flabellinidae affects a major group of Nudibranchia: aeolidacean taxonomic reassessment with descriptions of several new families, genera, and species (Mollusca, Gastropoda) », ZooKeys, Sofia, Pensoft Publishers (d), vol. 717, no 717,‎ 30 novembre 2017, p. 1-139 (ISSN 1313-2989 et 1313-2970, OCLC 248547717, PMID 29391848, PMCID 5784208, DOI 10.3897/ZOOKEYS.717.21885, lire en ligne).